# 區師達
區師達神父 （Padre Aureo Castro Nunes e Castro，1917年—1993年1月21日），出生於葡萄牙亞速爾群島皮庫島。
區師達神父於1931年抵達澳門，於入聖若瑟修院修讀神學，師從馬連尼(Ferdinando Maberini)、慈幼會會士司馬榮 (Wilhelm Schmid)及顏儼若，學習唱名、樂理、和聲等，於1943年晉鐸。
區師達神父早年任修院教授、專職司鐸、天主教澳門教區代表等職，後被委任為聖老楞佐教堂本堂神父及《號角報》社長。其他職位包括利宵中學及澳門商業學校合唱團導師、宗教倫理科教師。
1951年赴里斯本的葡萄牙音樂學院進修，攻讀聲樂與鋼琴，師從Biermann、Arminda Correia及Croner de Vasconcelos，並在里斯本大學合唱團擔任指揮家、音樂學家Mario Sampayo Ribeiro之助理。1958年獲作曲名譽學位。留學期間完成了為合唱團及風琴而作的、名為的第一號奏鳴曲、第二號奏鳴曲、第一號小奏鳴曲和名為的第二號小奏鳴曲，於里斯本天賜·聖若望教堂首演。
區師達回澳門後推廣宗教歌曲，於1959年創立「複音合唱團」。1962年與Cesar Brianza神父創立聖庇護十世音樂學院 (Académia de Musica de S. Pio X)並擔任院長。1971年於香港出版了兒童鋼琴組曲《小妹妹之舞》 (Danças da Siu Mui Mui，1967-68)。除教學外，更舉辦免費音樂會，邀請國際知名音樂家到澳門表演。
1983年區師達與英國作曲家邦拿 (Stuart Bonner)及一群業餘愛好者創辦了澳門室內樂團，係澳門樂團前身。1984年，澳門室內樂團轉至澳門文化司署轄下管理。
區師達一生推廣音樂不遺餘力，在作曲、教育都廣受推崇，桃李更遍布葡萄牙、法國、瑞士、澳洲、美國、加拿大等地。澳葡政府兩次頒發文化功績勳章(1987年和1990年)給區師達。區師達於1993年1月21日於仁伯爵綜合醫院辭世，享年76歲，其後永葬於聖味基墳場。

## 作品
以氏已知的在港澳出版的鋼琴、風琴作品而論，其風格由巴洛克的賦格到融合中國元素的新古典作品都有。作於五十年代中期的奏鳴曲和小奏鳴曲，反映了當時歐洲流行樂風的影響。其中兩部年份不可考的賦格 (和)風格與相似。是專為風琴而設，和可以以風琴演奏，其餘都假定是為鋼琴而作的。 	 
《小妹妹之舞》、《澳門景色》 (Cenas de Macau)及都以中式節奏及五聲音階為基礎，反映他對中國音樂的認識和融會貫通的情形。除了《小妹妹之舞》外，其餘兩部作品年份皆不可考。一個說法是根據一份手稿與第一號奏鳴曲和的相似性，指出《澳門景色》作於五十年代留葡時期；另一個版本手法更圓熟，第三樂章的和聲更近似於第一號小奏鳴曲，但最終被放棄。《小妹妹之舞》和相信在葡國起稿，回澳建立學院後完成：兩部作品分別在鋼琴系列作品 Chinese Rhythms中編號第六及第八 (但由於兩部作品於1971年出版，而其他作品之前未有出版，故可推定其他編號作品並未寫出)。

## 外部連結
- 聖庇護十世音樂學院
- Aureo Castro Memorial Society
- 區神父作品試聽